# Palazzo Atenasio Martino dei baroni di Rocca e Valdina
Il Palazzo Atenasio Martino dei baroni di Rocca e Valdina  è un palazzo nobiliare di Cefalù.

## Descrizione
Sito nella Piazza del Duomo, risale al XV - XVI secolo, ad opera della famiglia Burragato. Fu ampliato nel XVI secolo, inglobando alcuni edifici contigui, ad opera della famiglia Ruffino. Verso la fine del XVIII secolo passò in proprietà a Casimira Martino Valdina baronessa di Rocca e Valdina sposa di Luigi Atenasio Battifora e Traverso barone di Montededero, in seguito, per eredità passò alla figlia baronessa Giuseppina Atenasio. Alla morte di questa il palazzo, per testamento, passò a Giovanna Cerami Atenasio De Spucches sposata con il Comm. Grande Ufficiale del Regno D'Italia prof. Girolamo Maranto che rivestì la carica di Sindaco della città di Cefalù. 
Oggi il palazzo è di proprietà degli eredi Maranto.
In origine il palazzo, limitato al piano nobile, si articolava attorno ad una grande corte quadrata con pozzo, che presentava un imponente scalone di accesso in pietra lumachella. Nell'androne del cortile recentemente sono stati riportati alla luce degli affreschi del XVI secolo. 
Nella seconda metà dell'Ottocento fu soprelevato il secondo piano e per accedere ad esso il grande scalone d'accesso al primo piano fu coperto da una nuova scala e fu invasa in buona parte la corte originaria. Rimane sul prospetto il portale di tufo ottocentesco.